# آبیگ آواگیان
آبیگ هامازاسپی آواگیان (ارمنی: Աբիգ Համազասպի Ավագյան؛ انگلیسی: Abig Avagyan زادهٔ ۱۴ سپتامبر ۱۹۱۹ - درگذشته ۲۵ ژانویهٔ ۱۹۸۳)، رمان‌نویس اهل ارمنستان بود.

## زندگی‌نامه
وی در ۱۴ سپتامبر ۱۹۱۹ در تهران به دنیا آمد. در مدارس ارمنی، فارسی و فرانسوی‌زبان و همچنین کالج آمریکایی شهر زادگاهش تحصیل نمود. بین سال‌های ۱۹۳۹ تا ۱۹۴۱ به عنوان خلبان در نیروی هوایی ایران خدمت نمود. در سال ۱۹۴۶ به صورت دایمی مقیم ارمنستان شوروی شد و پس از آن در مسکو در دوره‌های ویژه ادبیات شرکت نمود. وی همچنین برندهٔ جوایزی همچون نشان برجسته افتخار شده‌است. وی در ۲۵ ژانویهٔ ۱۹۸۳ در سن ۶۳ سالگی در ایروان درگذشت.